# Ultra-high pressure abrasive blasting
Der englische Begriff ultra-high pressure abrasive blasting (UHPAB) bezeichnet ein zu den Strahlverfahren gehörendes Oberflächenvorbereitungsverfahren, das heißt, ein Verfahren, das eine Oberfläche zum Beschichten mittels Flammstrahlen vorbereitet (vgl. DIN EN ISO 12944-4).
Bei UHPAB handelt es sich um eine Kombination von Druckwasserstrahlen (ultra-high pressure blasting, UHP) und Trockenstrahlen (engl. abrasive blasting, AB). Besonders am UHPAB-Verfahren ist ein zweistufiger Beschleunigungsmechanismus, mit dem zunächst das feste Strahlmittel in einer ersten Stufe konventionell mittels Druckluft beschleunigt (AB) wird. Anschließend wird das Strahlmittel-Druckluft-Gemisch ein zweites Mal beschleunigt, und zwar durch einen mit hoher Geschwindigkeit strömenden Wasserstrahl (UHP). Die entstehende Drei-Phasen-Strömung (Strahlmittel, Luft, Wasser) wird gebündelt und trifft mit hoher Geschwindigkeit auf die zu bearbeitende Oberfläche. Die Geschwindigkeiten einzelner Phasen bzw. Beschleunigungsstufen sind in der Folge aufgelistet.
- Geschwindigkeit des Strahlmittels nach erster Beschleunigung (Luftdruck: 0,8 MP) = AB: 162 m/s
- Geschwindigkeit des Wasserstrahls (Wasserdruck: 200 MPa) = UHP: 633 m/s
- Geschwindigkeit des Strahlmittels nach zweiter Beschleunigung (Luft- und Wasserdruck wie oben) = UHPAB: 500 m/s

Es sind zahlreiche erfolgreiche Anwendungen des UHPAB-Verfahrens bekannt, insbesondere in den Bereichen Schiffsreparatur, Stahl-Wasserbau, Schweißnahtbearbeitung, Rohrleitungsentschichtung sowie bei Arbeiten auf Bohrplattformen und an Großlagertanks. Das Verfahren weist eine Reihe von anwendungstechnischen und qualitativen Vorteilen auf. Dazu gehören insbesondere:
- geringe Staubentwicklung
- geringer spezifischer Strahlmittelverbrauch
- geringer spezifischer Wasserverbrauch
- geringer spezifischer Energieverbrauch/Dieselverbrauch
- hohe Effektivität aufgrund der hohen Strahlmittelgeschwindigkeit
- hohe Reinigungseffektivität (Salze, gebrochenes Strahlmittel) durch die Wasserphase[4][5]
- Erzeugung einer projektierten Oberflächenrauheit
- Gewährleistung einer hohen Haftung zwischen Substrat und Beschichtung[4]
- sehr gute Korrosionsschutzwirkung[6]

Die Effektivität des Verfahrens hängt stark von den Bedingungen ab, unter denen die Anwendung erfolgt; hierzu zählen u. a. Objektgeometrie, Zugänglichkeit, Arbeitsorganisation und Ausrüstung. Es können Flächenleistungen bis zu 20 m²/h erreicht werden. Komplexere Geometrien der bearbeiteten Strukturen führen – wie bei allen Strahlverfahren – auch beim UHPAB zu einer Reduktion der Effektivität. Die Kosten des Verfahrens richten sich ebenfalls nach den Bedingungen der Anwendung, wobei regionale und lokale Gegebenheiten (z. B. Lohnniveau, Arbeits- und Umweltschutzauflagen) hinzukommen.